# Cratere Kenny
Kenny  è un cratere sulla superficie di Venere. Deve il suo nome all'infermiera e terapeuta australiana Elizabeth Kenny, precursora della fisioterapia.